# Марино Село
Марино Село је насељено место у саставу града Липика, у западној Славонији, Република Хрватска.

## Историја
До нове територијалне организације у Хрватској, налазило се у саставу бивше велике општине Пакрац.

## Становништво
На попису становништва 2011. године, Марино Село је имало 312 становника.

## Попис 1991.
На попису становништва 1991. године, насељено место Марино Село је имало 366 становника, следећег националног састава:
| Попис 1991.‍  | Попис 1991.‍  | Попис 1991.‍ | Попис 1991.‍ | Попис 1991.‍ |
| ------------ | ------------ | ----------- | ----------- | ----------- |
|              |              |             |             |             |
| Хрвати       | Хрвати       |             | 305         | 83,33%      |
| Мађари       | Мађари       |             | 16          | 4,37%       |
| Словаци      | Словаци      |             | 16          | 4,37%       |
| Чеси         | Чеси         |             | 5           | 1,36%       |
| Југословени  | Југословени  |             | 4           | 1,09%       |
| Срби         | Срби         |             | 3           | 0,81%       |
| Италијани    | Италијани    |             | 1           | 0,27%       |
| Муслимани    | Муслимани    |             | 1           | 0,27%       |
| неопредељени | неопредељени |             | 3           | 0,81%       |
| непознато    | непознато    |             | 12          | 3,27%       |
| укупно: 366  |              |             |             |             |